# 福徳寺 (京都市)
福徳寺（ふくとくじ）は、京都市右京区京北にある曹洞宗の寺院である。
和銅4年（711年）に行基により開山とされる。1579年にいちど絶えたが、江戸時代に建物が再建された。

## 文化財

### 重要文化財
- 木造薬師如来坐像 - 平安時代後期[2]
- 木造持国天・増長天立像 - 平安時代後期[2]

### 京北町指定文化財(天然記念物)
- ヒガンシダレ

## 拝観料
300円（宝物の、見学は事前の申し込みが必要。）